# سیون
شهر سیون  در بخش مارتینی در ایالت وله در کشور سوئیس واقع شده‌است که ۱٬۵۰۰ نفر  جمعیت دارد.

## نگارخانه

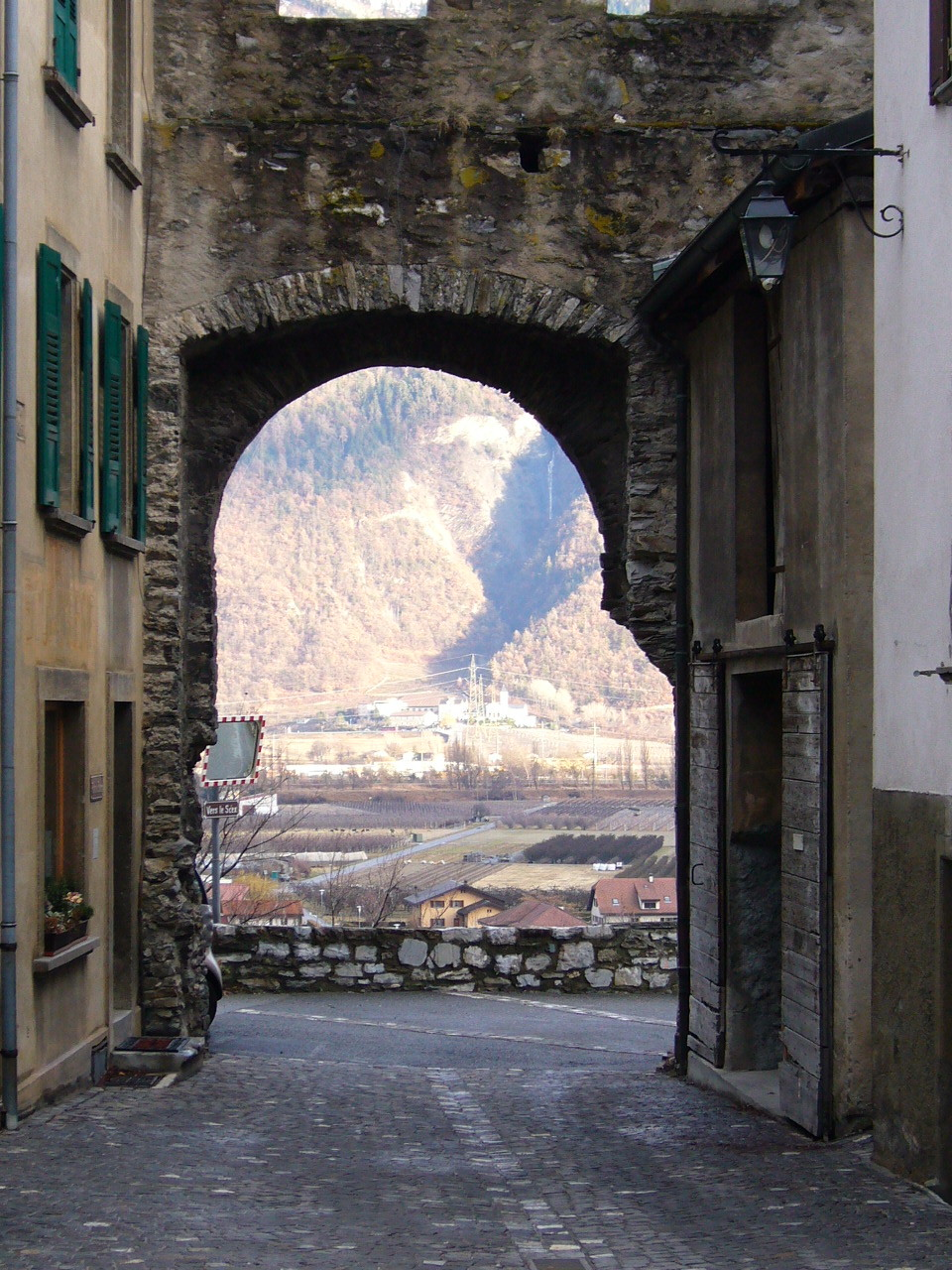
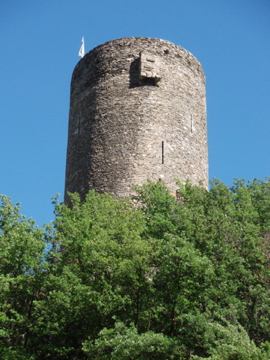